# Ballistisches Pendel

Schematische Darstellung

Ein Ballistisches Pendel ist eine mechanische Vorrichtung, um Geschossgeschwindigkeiten zu messen. Es wurde 1742 von Benjamin Robins (1707–1751) erfunden.

## Funktionsprinzip

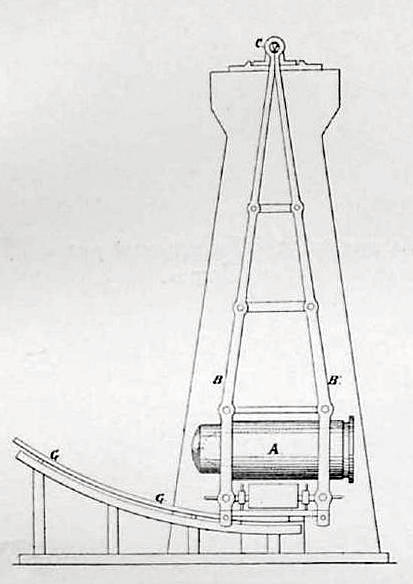
Ballistisches Pendel

Ein schwerer Holzklotz (im Bild eine Holzkugel) wird an einem langen Draht oder einer Stange horizontal drehbar aufgehängt. Das zu messende Geschoss wird auf den Holzklotz abgefeuert, bleibt dort stecken und lenkt ihn aus. Durch Messen der maximalen Pendelauslenkung lässt sich näherungsweise die Geschwindigkeit des abgefeuerten Geschosses berechnen.

## Berechnung der Geschossgeschwindigkeit
Es sind gegeben:
{\displaystyle M}: Masse des Holzklotzes
{\displaystyle m}: Masse des Geschosses
{\displaystyle g}: Schwerebeschleunigung
{\displaystyle l}: Länge des Pendels von der Aufhängung bis zum Schwerpunkt des Holzklotzes
Es wird gemessen:
{\displaystyle \varphi _{m}}: Auslenkwinkel des Pendels zur Ruhelage (senkrecht)
Dann beträgt die Geschossgeschwindigkeit:
{\displaystyle v=\left({\frac {M}{m}}+1\right){\sqrt {2\,g\,l\,(1-\cos \varphi _{m})}}}
Diese Formel ist ein Spezialfall der unten gegebenen Formel. Allerdings ist es sinnvoll, eine komplette Herleitung zu geben, da nicht immer der Winkel gegeben ist. In der Praxis ist es deutlich leichter, die Auslenkung zu messen. Man kennt den Winkel {\displaystyle \varphi } also nicht, sondern nur die horizontale Auslenkung {\displaystyle L}.

## Herleitung
Es handelt sich um einen unelastischen Stoß, für den der Impulserhaltungssatz gilt:
{\displaystyle (M+m)\cdot v'=m\cdot v},
wobei {\displaystyle v'} die Geschwindigkeit der Holzkugel mit dem Geschoss nach dem Stoß bezeichnet. Der Energieerhaltungssatz liefert hier kein hilfreiches Ergebnis, da ein Teil der kinetischen Energie des Geschosses beim unelastischen Stoß in Wärme umgewandelt wird. Die Geschwindigkeit des Geschosses berechnet sich mit Hilfe der gemessenen kinetischen Energie der Holzkugel mit dem Geschoss nach dem Stoß, die durch die Pendelvorrichtung möglichst verlustfrei in potentiellen Energie umgewandelt wird:
{\displaystyle E_{\mathrm {kin} }={\frac {1}{2}}(M+m)\,v'^{2}=(M+m)\,g\,h=E_{\mathrm {pot} }}
Für die Höhe {\displaystyle h} der Auslenkung erhalten wir:
{\displaystyle h=l\cdot \left(1-\cos \varphi \right)}
Mit dem Winkel
{\displaystyle \varphi =\arcsin {\frac {L}{l}}}
und dem Theorem
{\displaystyle \cos(\arcsin x)={\sqrt {1-x^{2}}}}
folgt eingesetzt:
{\displaystyle {\frac {1}{2}}(M+m)\,v'^{2}=(M+m)\,g\cdot l\,\left(1-{\sqrt {1-\left({\frac {L}{l}}\right)^{2}}}\right)}.
Auflösen nach {\displaystyle v'} liefert schließlich:
{\displaystyle v'={\sqrt {2\,g\,l\cdot \left(1-{\sqrt {1-\left({\frac {L}{l}}\right)^{2}}}\right)}}}
Das setzt man in den Impulserhalt des unelastischen Stoßes ein. Das liefert das Ergebnis:
{\displaystyle v={\frac {M+m}{m}}\cdot {\sqrt {2\,g\,l\cdot \left(1-{\sqrt {1-\left({\frac {L}{l}}\right)^{2}}}\right)}}}